# Треффурт
Треффурт (нем. Treffurt) — город в Германии, в земле Тюрингия. 
Входит в состав района Вартбург.  Население составляет 5580 человек (на 31 декабря 2010 года). Занимает площадь 54,76 км². Официальный код  —  16 0 63 076.
Город подразделяется на 3 городских района.